# Шлезен (Шлезвиг-Гольштейн)
Шлезен (нем. Schlesen) — община в Германии, в земле Шлезвиг-Гольштейн. 
Входит в состав района Плён. Подчиняется управлению Зелент/Шлезен.  Население составляет 516 человек (на 31 декабря 2010 года). Занимает площадь 7,99 км².